# Драва (Вармінсько-Мазурське воєводство)
Драва (пол. Drawa, нім. Groß Sonnenburg) — село в Польщі, у гміні Бартошиці Бартошицького повіту Вармінсько-Мазурського воєводства.
Населення — 31 особа (2011).

## Демографія
Демографічна структура станом на 31 березня 2011 року:
|          | Загалом | Допрацездатний вік | Працездатний вік | Постпрацездатний вік |
| -------- | ------- | ------------------ | ---------------- | -------------------- |
| Чоловіки | 17      | 2                  | 15               | 0                    |
| Жінки    | 14      | 3                  | 8                | 3                    |
| Разом    | 31      | 5                  | 23               | 3                    |